# Luís Cerqueira
Luís Cerqueira SJ (ur. 1552 w Alvito, zm. 15 lutego 1614) – portugalski biskup diecezji Funai w Japonii, jezuita.
Po wstąpieniu do Towarzystwa Jezusowego profesję złożył w 1575 roku. Po otrzymaniu sakramentu święceń kapłańskich, w 1594 roku w Évora jako trzeci otrzymał sakrę historycznej diecezji Funai. Biskup tytularny Tyberiady.